# Liste der Monuments historiques in Vernusse
Die Liste der Monuments historiques in Vernusse führt die Monuments historiques in der französischen Gemeinde Vernusse auf.

## Liste der Bauwerke
| Bezeichnung            | Beschreibung                                                             | Standort | Kennzeichnung | Schutzstatus | Datum | Bild |
| ---------------------- | ------------------------------------------------------------------------ | -------- | ------------- | ------------ | ----- | ---- |
| Château de Puy-Guillon | Schloss mit Nebengebäuden, Hof- und Parkflächen, 15. bis 19. Jahrhundert | (Lage)   | PA03000044    | Inscrit      | 2010  |      |

## Liste der Objekte
| Bezeichnung                                            | Beschreibung                                                                       | Standort                       | Kennzeichnung | Schutzstatus | Datum | Bild |
| ------------------------------------------------------ | ---------------------------------------------------------------------------------- | ------------------------------ | ------------- | ------------ | ----- | ---- |
| Gemälde Kreuzabnahme                                   | Tafelgemälde nach Rogier van der Weyden, erstes Viertel des 16. Jahrhunderts;      | in der Kirche St-Martin (Lage) | PM03000562    | Classé       | 1972  |      |
| Gemälde Kreuzigungsszene (Fotos in der Base Palissy)   | Tafelgemälde des Hochaltars, 16. Jahrhundert                                       | in der Kirche St-Martin (Lage) | PM03000563    | Classé       | 1985  |      |
| Statue Erzengel Gabriel (Fotos in der Base Palissy)    | Teil einer Verkündigungsszene, Holz, 15. Jahrhundert, vermutlich aus dem Rheinland | in der Kirche St-Martin (Lage) | PM03000668    | Classé       | 2000  |      |
| Relief Anbetung der Könige (Fotos in der Base Palissy) | Alabasterrelief in Holzrahmen, 14. Jahrhundert                                     | in der Kirche St-Martin (Lage) | PM03000669    | Classé       | 2000  |      |
| Statue Madonna mit Kind                                | Walnuss, 12. Jahrhundert                                                           | in der Kirche St-Martin (Lage) | PM03001519    | Inscrit      | 1997  |      |
| Gemälde Maria Verkündigung                             | gerahmtes Gemälde von Illuminé Faverot, 1679                                       | in der Kirche St-Martin (Lage) | PM03001584    | Inscrit      | 2006  |      |